# Рейхстаг

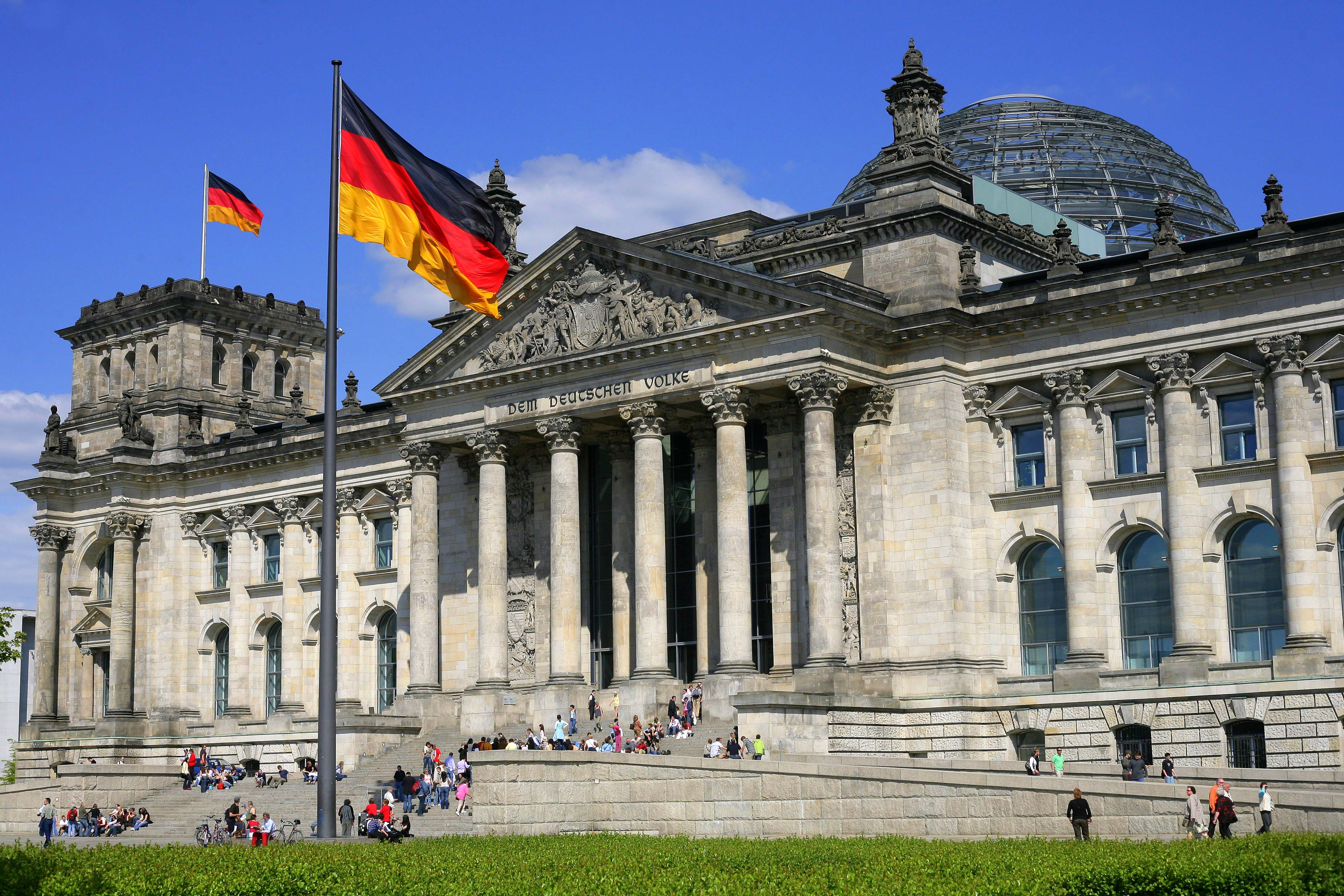
Рейхстаг

Рейхстаг, також райхстаг (нім. Reichstag, дослівно — державні збори) — термін, що позначає колективний дорадчий і законодавчий орган у німецьких та австрійських землях. У різні періоди історії він мав різні значення:
- Вищі суспільно-представницькі збори у Священній Римській імперії німецької нації
- Парламент, вищий законодавчий державний орган — в Північнонімецькій унії, Німецькій імперії, Веймарській республіці, Третьому Рейху, (також в Австрійській імперії під час революції 1848/1849)
- Будинок парламенту ФРН у Берліні

## Передісторія
Перші збори при дворі короля/кайзера німецького Рейху зафіксовані в 754 році. У XII ст. неформальні придворні збори поступово переросли в постійний орган і в 1495 році були закріплені у формі договору між кайзером і представниками різних соціальних станів в сталий інститут імперської Конституції (Reichsverfassung).
До XVII ст. Рейхстаг збирався час від часу, одночасно із єпископатом, і грав роль суттєвої противаги різних суспільних станів центральній владі кайзера. З 1663 року рейхстаг діє у Регенсбургу як постійний конгрес посланців різних частин імперії.

## Рейхстаг у Німеччині XX століття
Після капітуляції Третього Рейху 9 травня 1945 року рейхстаг, як й інші елементи державного устрою Німеччини, було скасовано. Окупаційні зони, на які була розділена окупована Німеччина, зрозуміло, не потребували загальнодержавного парламенту. Лише з 1949 року, коли три західні зони окупації (американська, британська і французька) було об'єднано у Федеративну Республіку Німеччину, постало питання про створення загального парламенту. Парламент отримав назву Бундестаг (нім. Bundestag, дослівно — федеральні збори), і під такою назвою існує досі.
Рейхстагом також зветься будинок парламентських зборів у Берліні, зведений у 1884—1918 роках за проєктом архітекторів Пауля Валло та Фрідріха фон Тірша (Paul Wallot, Friedrich von Thiersch) у стилі неокласицизму. Після возз'єднання Німеччини в 1990 році було ухвалено рішення про повернення столиці ФРН із Бонна до Берліна. Бундестаг, відповідно до плану переводу органів влади в нову столицю, переїхав в будівлю Рейхстагу, що і відбулося після його реконструкції британським архітектором Норманом Фостером. У мовному вживанні виникли труднощі — як правильно називати будинок парламенту — «Бундестаг» чи Рейхстаг? Тоді ж було ухвалено рішення об'єднати дві історичні назви вищого законодавчого органу держави й зараз воно повністю звучить так: «Бундестаг у будинку Рейхстагу».
Вхід у будинок Рейхстагу вільний. За бажання, можна піднятися на дах і до купола, або спостерігати пленарні засідання Бундестагу з балкона.

## Галерея

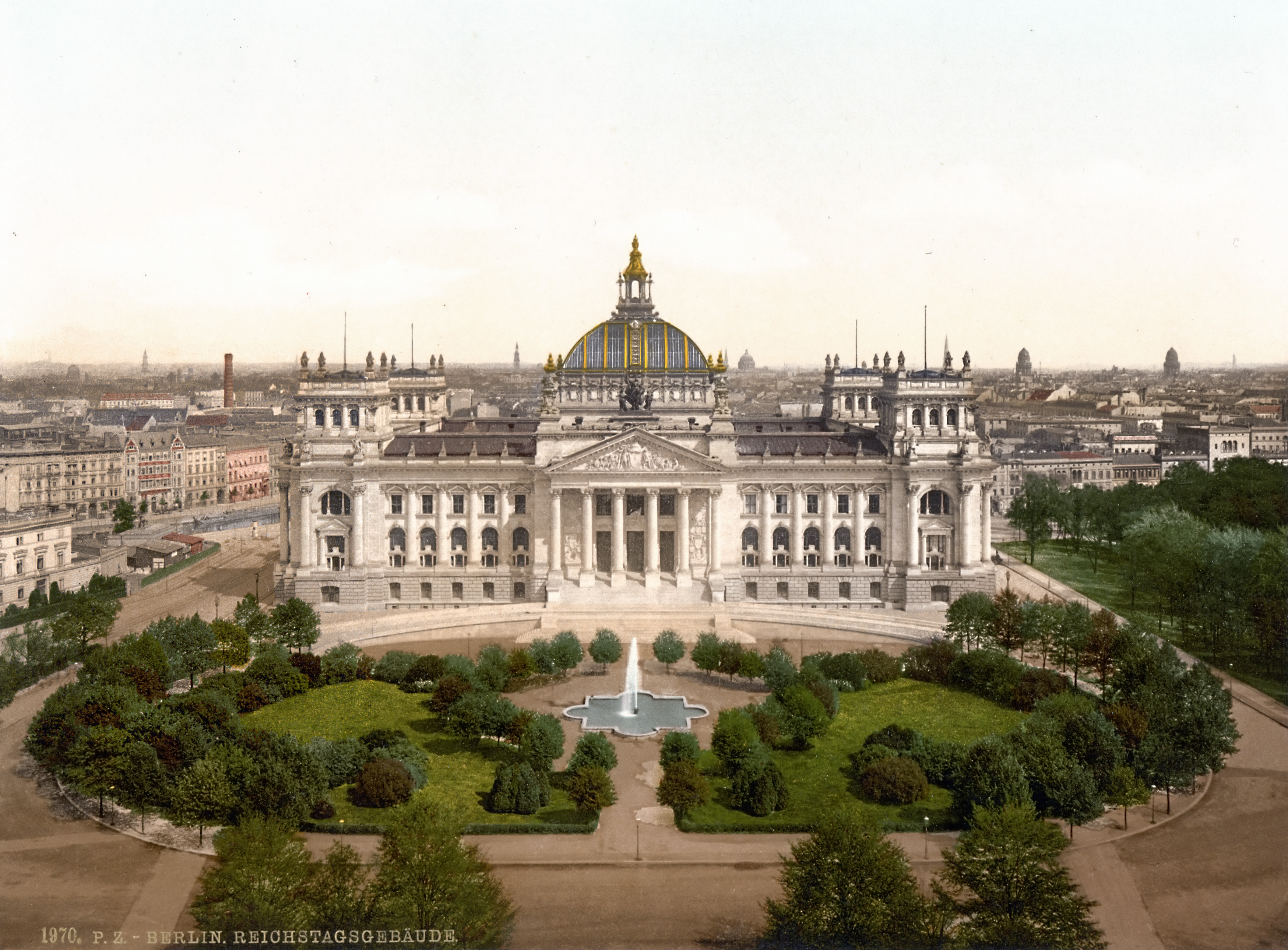
Будівля Рейхстагу, 1900 р.
Руїна Рейхстагу, червень 1945 р.
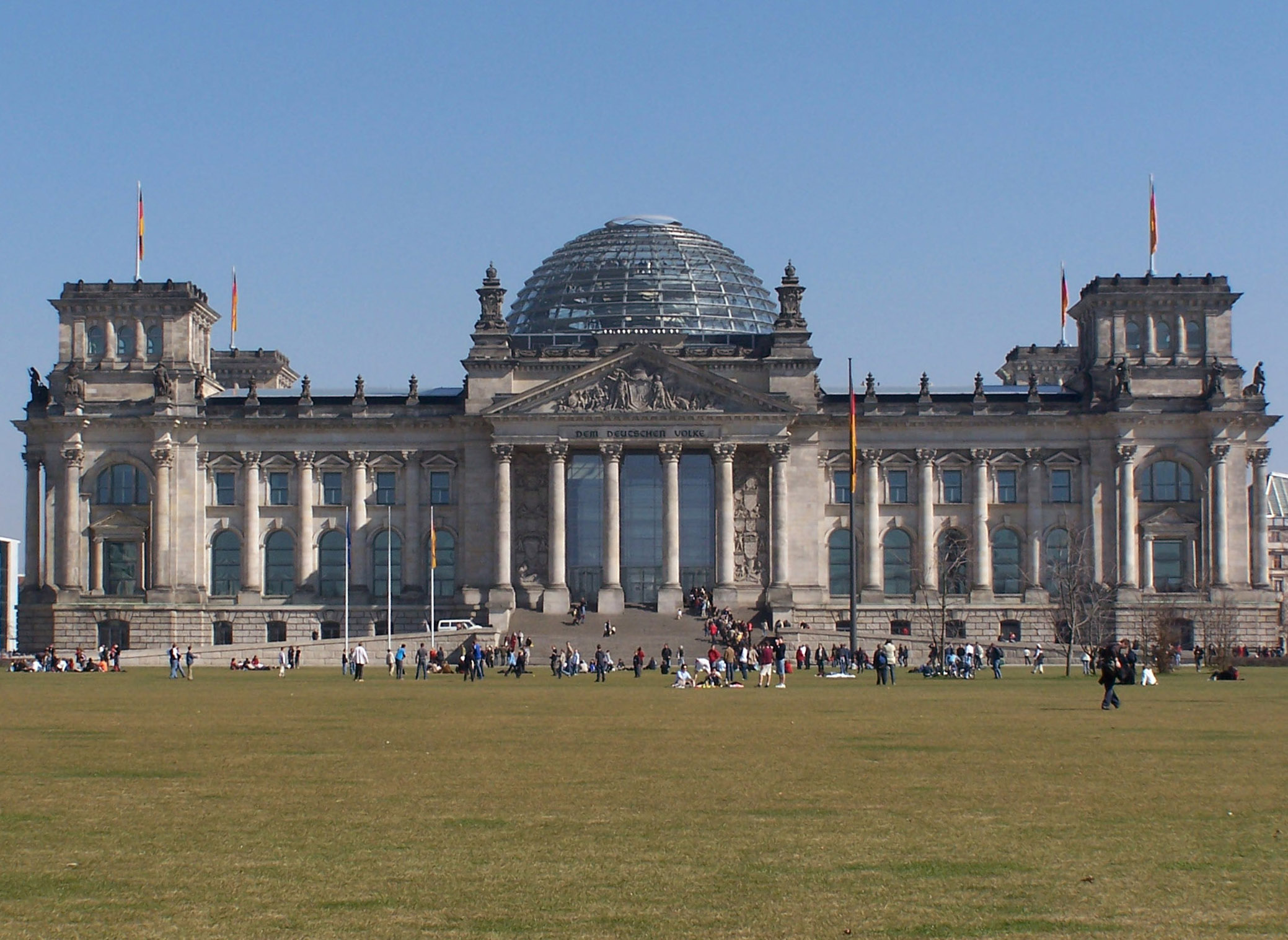
Будівля Рейхстагу після відбудови, 2005 р.